# 신의진
신의진(申宜眞, 1964년 4월 10일~)은 대한민국의 여성 정치인이자 정신의학자이다.

## 학력
- ~1983 혜화여자고등학교
- ~1989 연세대학교 의학 학사
- ~1992 연세대학교 대학원 정신과학 석사
- ~1995 연세대학교 대학원 정신과학 박사

## 경력
- 1994~1996 연세대학교 의과대학 정신과 연구강사
- 1996~1997 미국 콜로라도대학 소아정신과 방문교수
- 1998~1999 연세대학교 의과대학 의학과 정신과학교실 전임강사
- 1998~ 연세대학교 의과대학 세브란스병원 정신과 의사
- 2000~2006 연세대학교 의과대학 의학과 정신과학교실 조교수
- 2004.6~2008.12 해바라기 아동센터 운영위원회 위원장
- 2006~ 연세대학교 의과대학 의학과 정신과학교실 부교수
- 2009.6~2009.9 미국 베일러의학대학교 방문교수
- 2012.5~2013.5 새누리당 원내대변인, 원내공보부대표
- 2012.5~2016.5 제19대 국회의원 (비례대표/새누리당)
  - 2012.6~2016.5 국회 미래여성가족포럼 대표의원
  - 2012.7~2013.5 제19대 국회 운영위원회 위원
  - 2012.7~2014.6 제19대 국회 보건복지위원회 위원
  - 2012.7~2012.12 국회 학교폭력대책 특별위원회 위원
  - 2012.8~2012.12 국회 아동·여성대상 성폭력대책특별위원회 위원
  - 2013.6~2014.6 제19대 국회 여성가족위원회 위원
  - 2014.2~2016.5 국회 지속가능발전특별위원회 위원
  - 2014.6~2014.8 제19대 국회 후반기 예산결산특별위원회 위원
  - 2014.6~2014.8 제19대 국회 후반기 미래창조과학방송통신위원회 위원
  - 2014.8~2015.8 제19대 국회 후반기 교육문화체육관광위원회 위원
  - 2015.8~2016.5 제19대 국회 후반기 안전행정위원회 위원
- 2012.5~2013.1 새누리당 아이가행복한학교만들기 특별위원회 간사
- 2012.8~2013.1 새누리당 아동·여성성범죄근절특별위원회 간사
- 2013.4 새누리당 가족행복특별위원회 부위원장
- 2013.7~2014.5 새누리당 제5정책조정위원회(보건복지·환경노동·여성가족) 간사
- 2014.2~2014.8 새누리당 국민건강특별위원회 건강보험발전분과 간사
- 2014.4~2014.8 새누리당 세월호사고대책특별위원회 위원
- 2014.4~2015 새누리당 아동학대근절 태스크포스 위원장
- 2015.7 새누리당 대변인
- 한국폭력학대예방협회 회장
- 한국폭력학대예방협회 이사
- 2021 박형준 부산광역시장 당선인 인수위원
- 2021.8~2021.11 국민의힘 윤석열 제20대 대통령 선거 예비후보 국민캠프 아동청소년특별위원장
- 2021.12~2022.1 국민의힘 살리는 선거대책위원회 총괄특보단 아동폭력예방특보
- 2023.4~2024.8 국민의힘 당무감사위원회 위원장
- 저출산고령사회위원회 민간위원
- 2024.8~2025.1 국민의힘 중앙윤리위원회 위원장
- 2024.8~2024.9: 국민의힘 10·16 재보궐선거 후보 선정을 위한 중앙당 공천관리위원회 위원

## 이력
정치인이 되기 전에는 정신과 의사로 연세대학교 의과대학 연구강사와 부교수였고, 세브란스 병원의 정신과 의사를 겸했었다. 의사, 교육 활동 이외에도 방송, 저술 활동도 하였으며 조두순 사건의 피해 아동과 광주인화학교 성폭행 사건 피해자 들을 치료하기도 했다. 2012년 새누리당의 국회의원 비례대표 7번으로 공천받아 정치를 시작하였고 대한민국 제19대 총선에서 당선되어 국회의원이 되었다. 20대 총선에는 양천갑 지역구에 출마하려 하였으나 이기재와의 경선에서 패배하여 공천을 받지 못하였다.

## 정치 활동
2013년 4월 30일 새누리당 신의진 의원은 중독으로 인한 사회·경제적 폐해를 최소화하기 위해 '중독 예방·치료 및 중독폐해 방지·완화에 관한 기본계획' 수립 등의 내용을 포함하는 '중독 예방·관리 및 치료를 위한 법률'을 발의했다. 법안에는 알코올, 게임, 도박, 마약을 4대 중독물질로 지칭하였으며 이 물질들의 생산,유통,판매를 통합적으로 관리한다는 내용이 담겨 있다. 이에 대해 게임 업계는 게임과 마약을 동일시하는 법률안이라며 반발하고 있다.

## 논란
홍보 현수막에 과거 자신이 치료했던 조두순 사건의 성폭행 피해 아동의 이름을 넣어 논란이 되고 있다. 이에 신의진 의원 측은 피해 아동의 아버지가 피해 아동의 이름이 희망의 이름으로 사용되기를 바랬다고 해명하였으며 논란을 지켜보던 피해 아동의 아버지가 손수 편지를 보내주셨다며 편지를 공개하였다. 그러나 신문사에서 피해 아동의 아버지에게 전화를 걸어본 결과 그 편지는 현수막 논란이 보도된 이후 신 의원이 먼저 피해자 아버지에게 전화를 걸면서 작성된 것으로 전해졌다.

## 역대 선거 결과
| 실시년도 | 선거  | 대수 | 직책     | 선거구   | 정당     | 득표수      | 득표율         | 순위         | 당락 | 비고 |
| -------- | ----- | ---- | -------- | -------- | -------- | ----------- | -------------- | ------------ | ---- | ---- |
| 2012년   | 총선  | 19대 | 국회의원 | 비례대표 | 새누리당 | 9,130,651표 | \| \| 42.8% \| | 비례대표 7번 |      | 초선 |
|          | 42.8% |      |          |          |          |             |                |              |      |      |